# Wagon Mound, Novi Meksiko
Wagon Mound je selo u okrugu Mori u američkoj saveznoj državi Novom Meksiku. Prema popisu 2000. u Wagon Moundu je živjelo 369 stanovnika. Zove se prema usamljenom strmom brdu u čijem se podnožju nalazi, Wagon Moundu. To je brdo bilo orijentir za prerijske škunere i trgovce koji su se kretali duž trgovačkog puta Santa Fea. Taj je put danas nacionalni povijesni spomenik. Govorilo se da je to brdo (humak, "Mound") oblika zaprežnih kola conestoge. Selo Wagon Mound dugo se godina nazivalo imenom Santa Clara. 

## Zemljopis
Nalazi se na 36°0′26″N 104°42′26″W / 36.00722°N 104.70722°W (36.007223, -104.707194). Prema Uredu SAD-a za popis stanovništva, zauzima 2,6 km2 površine, sve suhozemne.
Ovo selo jarko oličenih kuća s nekoliko prodavaonica, nalazi se ravnicama sjeveroistočnog Novo Meksika.  Međudržavna autocesta 25 koja se nalazi na zapadnoj strani naselja pruža pogled na veći dio naselja. 

## Stanovništvo
Prema podatcima popisa 2000. u Wagon Moundu je bilo 369 stanovnika, 172 kućanstva i 99 obitelji, a stanovništvo po rasi bili su 45,53% bijelci, 51,22% ostalih rasa, 3,25% dviju ili više rasa. Hispanoamerikanaca i Latinoamerikanaca svih rasa bilo je 87,80%.
Wagon Mound ne raste naglo, ali zabilježena je gradnja duž međudržavne autoceste I-25 te na sjeveroistoku sela.

## Galerija
- Slikoviti putokaz Wagon Mound.
- Tekst na slikovitom putokazu Wagon Mounda.
- Katolička crkva sv. Klare.
- Groblje sv. Klare (Santa Clara)
- Pogleda na Wagon Mound s groblja sv. Klare.

## Vanjske poveznice
- Službene stranice  Arhivirana inačica izvorne stranice od 29. prosinca 2014. (Wayback Machine)